# 쓰루마이번
쓰루마이 번(일본어: 鶴舞藩 츠루마이한[*])은 일본 메이지 시대 초기에 있었던 번으로, 지금의 지바현 이치하라시의 쓰루마이에 위치했다.

## 번의 역사
메이지 유신으로 도쿠가와 장군가가 스루가국·도토미국의 70만 석 영지를 신정부에게서 인정받으면서, 기존의 스루가국・도토미국 내에 영지를 갖고 있던 다이묘들이 가즈사국 내로 대거 이봉되었다. 이들 다이묘 중의 하나였던 하마마쓰번주 이노우에 마사나오가 쓰루마이의 6만 석 영지로 이봉되면서 쓰루마이 번이 세워졌다. 쓰루마이 번은 메이지 4년(1871년)의 폐번치현으로 폐지되었다.

## 역대 번주
- 이노우에 마사나오(井上正直) 재위 1868년 ~ 1871년